# Допунски парламентарни избори у Кнежевини Србији 1881.
Допунски избори били су накнадни избори за Народну скупштину Кнежевине Србије, одржани 13. децембра 1881. (по старом календару).
На одржаним изборима изабрани су следећи народни посланици:
1. У вароши Јагодини: Таса Ђикић трговац
2. У срезу пожаревачком: Сима Несторовић трговац
3. У срезу моравском округа пожаревачког (У Жабарима): Павле Радивојевић свештеник (Народно-либерална странка)
4. У вароши Београду: Никола Спасић трговац (Напредна странка)
5. У вароши Крагујевцу: Тодор Туцаковић трговац (Народно-либерална странка)
6. У вароши Ћуприју: Димитрије Цветковић трговац
7. У вароши Крушевцу: Арса Дреновац трговац
8. У срезу темнићском округа јагодинског (У Темнићу): Милија Миловановић трговац
9. У срезу бањском округа алексиначког (У Бањи Алексиначкој): Љубомир Дидић трговац
10. У срезу јошаничком округа крушевачког: Марко Богдановић свештеник
11. А у срезу крајинском није извршен избор стога што је било више кандидата, од којих ни један није имао свршену већину. Повереници су се разишли, не извршивши нов избор по закону. И тако је остало да се нареди други избор.[1][2][3]